# شهرستان جینشیانگ
شهرستان جینشیانگ (به لاتین: Jinxiang County) یک منطقهٔ مسکونی در چین است که در جینینگ (شاندونگ) واقع شده‌است. شهرستان جینشیانگ ۸۸۵ کیلومتر مربع مساحت و ۶۵۰٬۰۰۰ نفر جمعیت دارد و ۳۶ متر بالاتر از سطح دریا واقع شده‌است.